# 야나기사와 고
야나기사와 고(일본어: 柳澤 亘, 1996년 6월 28일~)는 일본의 축구 선수이다.

## 구단 경력
그는 2019년 J2리그의 FC 기후에 입단했다. 2019년후 J3리그에 강등했다. 2021년 J2리그의 미토 홀리호크로 이적했다. 2021년 7월 J1리그의 감바 오사카로 이적했다. 2024년까지 31경기에 출전. 2024년 J2리그의 도쿠시마 보르티스로 이적했다.